# アリオングループ
アリオングループ（Arion Group）は、島根県出雲市に本社を置く企業グループ。代表は池田斉。
株式会社アリオン・株式会社カルナ・株式会社池田企画・株式会社アイエムワイ（imy）・株式会社いずも農園の5社で構成され、島根県東部及び鳥取県西部にて事業展開を行っている。

## レンタルショップアリオン
アリオンが運営。ビデオ・DVD・CD・コミックのレンタル事業を行う。

### 店舗
- 島根県
  - 浜山通り店（出雲市）：明治書店出雲店併設
  - 塩冶店（出雲市）：G-get塩冶店
  - 平田店（出雲市）
  - 斐川店（出雲市）
  - 浜乃木店（松江市）：G-get松江店
  - 学園店（松江市）：G-get学園店・明治書店学園店併設
  - 東出雲店（松江市）：G-get東出雲店・明治書店東出雲店併設
- 鳥取県
  - 皆生店（米子市）：G-get皆生店・明治書店皆生店併設
  - 米原店（米子市）

## G-get
アリオンがゲオと提携して運営。そのため、G-getのロゴはゲオのそれと類似したものになっている。ゲーム各種・カード類・プラモデル他玩具・雑貨の販売・買取事業を行う。提携以前は「ゲームショップゴジラ」の名称だった。

### 店舗
- 島根県
  - 出雲店（出雲市）：ガレージアリオン出雲店併設
  - 松江店（松江市）：レンタルショップアリオン浜乃木店併設
  - 学園店（松江市）：レンタルショップアリオン学園店併設
- 鳥取県
  - 皆生店（米子市）：レンタルショップアリオン皆生店・明治書店皆生店併設

## アリカフェ
アリオンが運営。漫画喫茶・インターネットカフェの複合カフェ事業を行う。

### 主なサービス・設備・特徴
- 日本複合カフェ協会加盟、テレビゲーム機 PS2ゲーム・DVDソフト類・使用許諾を得て導入。
- 雑誌、漫画の閲覧
- インターネットアクセスができるパソコン（全てKOUZIRO製）
- オンラインゲーム
- ドリンクバー
  - 水素水サーバー
- ビリヤード（出雲駅前店・浜乃木店のみ）
- ダーツ
- カラオケ
- 個室シャワー
- レディースルーム（メディアカフェサムを除く）

店舗によってサービス内容は一部異なる。

### 店舗
- 島根県
  - 出雲駅前店（出雲市）
    - 2002年（平成14年）7月25日開店。2005年（平成17年）までは株式会社サンコーと業務提携していたためメディアカフェポパイ・アリオン出雲店だった。2013年（平成25年）2月22日にアリオングループ本社ビル向かいの現在地へ移転。

  - 浜乃木店（松江市）
    - 2007年（平成19年）5月4日開店。1,400m²（200人収容）の規模を誇る大型店舗。

  - 学園店（松江市）
    - 2011年（平成23年）8月26日開店。

  - メディアカフェサム（雲南市三刀屋町）：非24時間営業。
- 鳥取県
  - 皆生店（米子市）
    - 2014年（平成26年）12月25日開店。

## 明治書店
imyが運営。同人ショップ事業・漫画・玩具・個人出版物・個人創作物・アニメグッズ・DVDの販売事業を行う。

### 店舗
- 島根県
  - 出雲店（出雲市）：レンタルショップアリオン浜山通り店併設
  - 平田店（出雲市）：レンタルショップアリオン平田店併設
  - 学園店（松江市）：レンタルショップアリオン学園店・ゲームショップゴジラ学園店併設
  - 学園南店（松江市）
  - 東出雲店（松江市）：レンタルショップアリオン東出雲店併設
- 鳥取県
  - 皆生店（米子市）：レンタルショップアリオン皆生店・ゲームショップゴジラ皆生店併設

## ガレージアリオン
imyが運営。漫画・玩具・個人出版物・個人創作物・アニメグッズ・DVDの販売事業を行う。

### 店舗
- 島根県
  - 出雲店（出雲市）：ゲームショップゴジラ出雲店併設

## 足上げ健康ポータルサイト
アリオンが運営。ベッド・ソファの製造・販売を行う。店舗はなく、通信販売のみの取り扱い。

## 整骨院
池田企画が運営。整骨院事業を行う。

### 店舗
- 島根県
  - いずも整骨院（出雲市）：アリオングループ本社ビル1F
  - まつえ整骨院（松江市）
- 鳥取県
  - よなご整骨院（米子市）：2014年（平成26年）12月8日開院。

## タックルベリー
アリオンがタックルベリーと提携して運営。

### 店舗
- 島根県
  - 出雲店（出雲市）
  - 松江店（松江市）

## コメダ珈琲店
アリオンがコメダと提携して運営。

### 店舗
- 島根県
  - 出雲姫原店（出雲市）：2015年（平成27年）7月30日開店。
  - 松江学園店（松江市）：2014年（平成26年）1月29日開店。

## いずも農園
株式会社アリオンが運営。トマトの生産を行う。
いずも農園が運営していたが2022年8月31日で運営スタッフ一同が退職することとなり、株式会社アリオンが事業を引き継ぐこととなった。